# Vinkeveen en Waverveen
Vinkeveen en Waverveen est une ancienne commune néerlandaise de la province d'Utrecht. L'ancienne commune est située dans le nord-ouest de la province, et bordée par le Waver et l'Amstel.
La commune a été créée en 1841, par la fusion des communes de Vinkeveen et de Waverveen. À ce moment, la commune compte 203 maisons et 1 955 habitants, dont 903 à Vinkeveen, 484 à Waverveen, et 568 à Demmerik.
Le 1er janvier 1989, la commune fusionne avec celles de Mijdrecht et de Wilnis pour former la nouvelle commune de De Ronde Venen.